# Madhava Rao
Madhava Rao (marathi : माधवराव पेशवे) ou Madhava Rao I, né le 14 février 1745 et décédé le 18 novembre 1772 est le 4e peshwa de l'Empire marathe, principalement centré sur la moitié Nord de l'Inde actuelle.
Il succède à Balaji Baji Rao et Narayanrao Peshwa lui succède.
On a donné son nom à un parc à Pune.